# Летипорус
Лети́порус (лат. Laetiporus) — род грибов семейства Летипорусовые (Laetiporaceae).
Грибы данного рода паразитируют на различных деревьях (преимущественно лиственных), и вызывают разнообразные гнили древесины, в частности, красно-бурую деструктивную и стволовую гниль, красно-бурую призматическую ядровую гниль и др.
Характерной особенностью грибов рода Laetiporus является различие строения «молодой» и «зрелой» формы плодового тела гриба: вначале гриб представляет собой своеобразную тестовидную бесформенную массу, из которой затем формируются плодовые тела консолевидной формы.
Трубчатый гименофор; споровый порошок желтоватого цвета. Многие виды семейства съедобны, но могут вызывать аллергию или лёгкие токсические реакции, поэтому употреблять их рекомендуется с осторожностью.

## Классификация
Согласно базе данных Catalogue of Life на декабрь 2021 г. род объединяет следующие виды:
- Laetiporus ailaoshanensis B.K. Cui et J. Song, 2014
- Laetiporus baudonii (Pat.) Ryvarden, 1991
- Laetiporus caribensis Banik et D.L. Lindner, 2012
- Laetiporus conifericola Burds. et Banik, 2001
- Laetiporus cremeiporus Y. Ota et T. Hatt., 2010
- Laetiporus discolor (Klotzsch) Corner, 1984 — Летипорус разноцветный, или Летипорус пёстрый
- Laetiporus flos-musae Overeem, 1927
- Laetiporus gilbertsonii Burds., 2001
- Laetiporus huroniensis Burds. et Banik, 2001
- Laetiporus medogensis J. Song et B.K. Cui, 2018
- Laetiporus miniatus (P. Karst.) Overeem, 1925
- Laetiporus montanus Černý ex Tomšovský et Jankovský, 2009
- Laetiporus persicinus (Berk. et M.A. Curtis) Gibb., 1981
- Laetiporus portentosus (Berk.) Rajchenb., 1995 — Летипорус необыкновенный
- Laetiporus squalidus R.M. Pires, Motato-Vásq. et Gugliottta, 2016
- Laetiporus sulphureus (Bull) Murrill, 1920 — Трутовик серно-жёлтый
- Laetiporus xinjangensis J. Song,  Y.C.Dai et B.K. Cui, 2018
- Laetiporus zonatus B.K. Cui et J. Song, 2014